# برينت بيلي
برينت بيلي (بالإنجليزية: Brent Bailey)‏ هو كاتب سيناريو ومنتج أفلام ومخرج وممثل أمريكي، ولد في 4 يوليو 1983 في الولايات المتحدة.

## أعمال

### مسلسلات
- عقول إجرامية

## وصلات خارجية
- برينت بيلي على موقع IMDb (الإنجليزية)
- برينت بيلي على موقع ألو سيني (الفرنسية)
- برينت بيلي على موقع أول موفي (الإنجليزية)
- برينت بيلي على موقع قاعدة بيانات الفيلم (الإنجليزية)
- برينت بيلي على موقع كينوبويسك (الروسية)